# Christian Dietrich (Politiker)
Christian Andreas Dietrich (* 18. August 1869 in Oehrenstock; † 11. Februar 1954 ebenda) war ein deutscher Arbeiter und Politiker (SPD, USPD).

## Leben
Dietrich war der Sohn des Handarbeiters Bernhard Friedrich Dietrich und dessen Ehefrau Johanna Marie Elisabeth geborene Seeber. Er heiratete am 17. Februar 1897 in Langewiesen Selma Ida Lina Dietrich (* 19. August 1869 in Oehrenstock; † 19. April 1952 ebenda), die Tochter des Holzhauers Johann Günther Richard Dietrich.
Dietrich lebte als Glasbläser in Oehrenstock.
Er war Mitglied der SPD. 1917 wechselte er zur USPD. Nach der Novemberrevolution war er ab dem 23. November 1918 Vorsitzender des Arbeiter- und Soldatenrates in Oehrenstock. Vom 24. Februar 1919 bis zu 19. Februar 1921 gehörte er dem Landtag des Freistaates Schwarzburg-Sondershausen und später der Gebietsvertretung Schwarzburg-Sondershausen an.